# 데이먼 힐

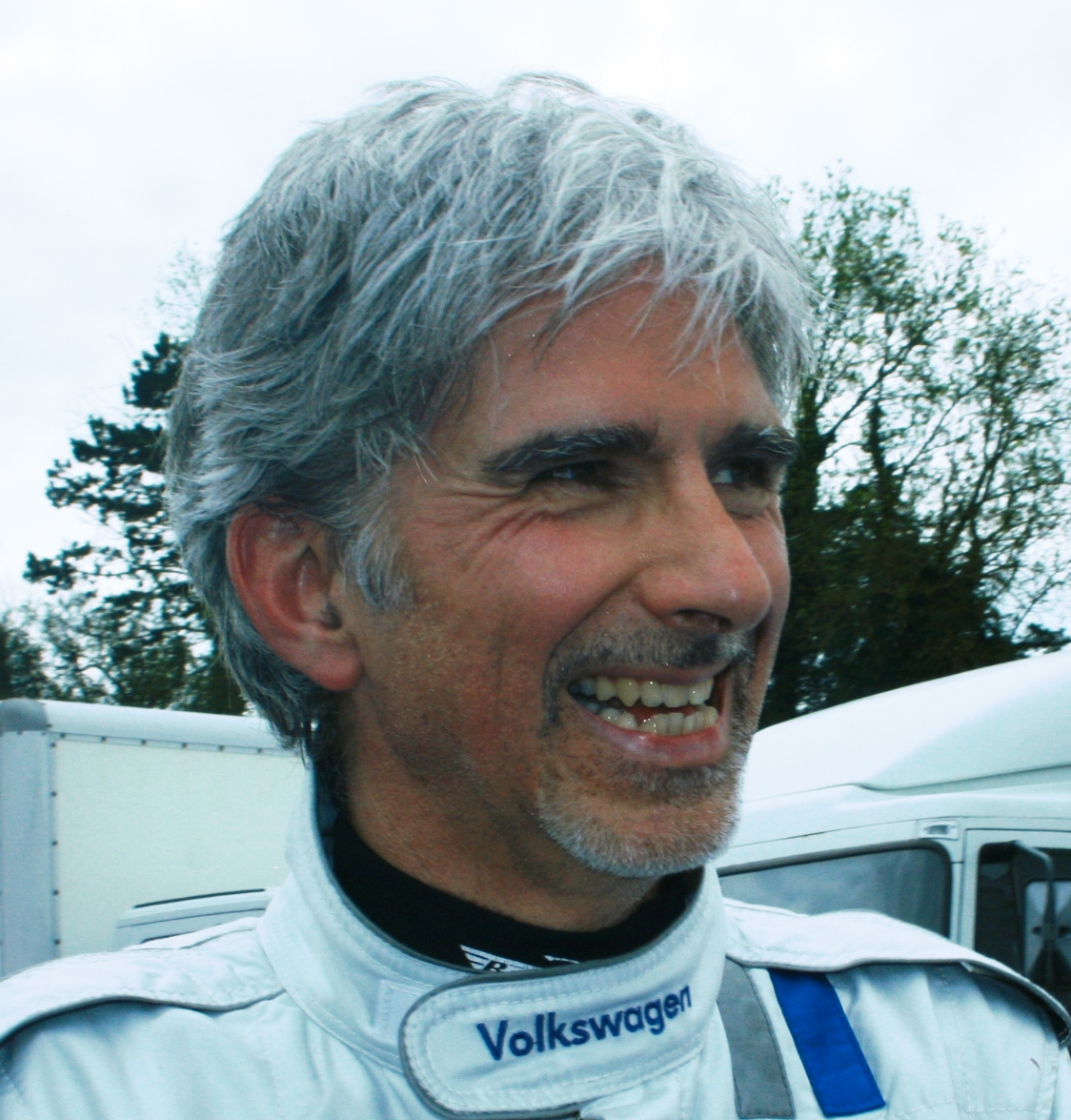
데이먼 힐 (2012년)

데이먼 힐(영어: Damon Graham Devereux Hill, OBE, 1960년 9월 17일 ~ )은 영국의 모터스포츠 선수로, 1996년 포뮬러 원 시즌 월드 챔피언이다. 1994년, 1996년 BBC 올해의 스포츠인상 수상자이기도 하다.
포뮬러 원에서 거둔 22회 승리 중 21회가 윌리엄스 F1에서, 나머지 하나는 조던 그랑프리 시절 이루어졌다.
아버지 그레이엄 힐은 힐이 15살 때 비행기 사고로 사망했다.

## 서훈
- 1997년 대영 제국 훈장 4등급(OBE) 수훈[1]

## 참고 문헌

### 참고 자료
- Damon Hill, Damon Hill: Through the eyes of Damon Hill ISBN 0-316-85392-5
- David Tremayne, Damon Hill: World Champion ISBN 0-297-82262-4
- Alan Henry, Damon Hill: From Zero to Hero ISBN 1-85260-517-0
- Mike Baldock, Damon Hill: Clipping the Apex http://members.lycos.co.uk/justbuzzin/DamonHill/damon_main.htm%5B깨진+링크%5D